# Norðurþing
Die Gemeinde Norðurþing liegt im Nordosten Islands in der Region Norðurland eystra. Am 1. Januar 2023 hatte die Gemeinde 3156 Einwohner.

## Geografie
Im Norden des Gemeindegebiets liegen die Orte Kópasker und Raufarhöfn auf der 30 km breiten und 40 km langen Halbinsel Melrakkaslétta (dt. „Ebene der Polarfüchse“), die im Osten des Öxarfjörður in den Nordatlantik ragt. Mit dem Hraunhafnartangi findet man dort den nördlichsten Leuchtturm Islands.
Der Westen des Gemeindegebiets liegt an der Bucht Skjálfandi.
Die Gemeinde Tjörnes, die im Nordwesten an das Gemeindegebiet von Norðurþing grenzt, wird von diesem und vom Atlantik umschlossen.
Norðurþing grenzt im Westen an Þingeyjarsveit, im Osten an Svalbarð und an einer Stelle an Langanesbyggð, im Südosten an Vopnafjörður und im Süden an Fljótsdalshérað; im Südwesten befindet sich die Gemeinde Skútustaðir.

## Klima
Entsprechend seiner nördlichen Küstenlage weist Norðurþing ein maritim-polares Klima auf. Die Mitteltemperatur der kältesten Monate (Januar, Februar) beträgt etwa −2 °C. Im Juli wird eine Mitteltemperatur von 9 °C erreicht. Die Jahresmitteltemperatur beträgt 3 °C. Die absoluten Temperaturextreme liegen bei −19,2 °C (1901) und +26,9 °C (2006). Die Jahresniederschlagssumme beträgt ca. 620 mm. Die Jahressumme der Sonnenscheindauer beträgt 1.000 Stunden.

## Geschichte
Norðurþing wurde im Juni 2006 durch den Zusammenschluss der Stadtgemeinde Húsavík (isl. Húsavíkurbær) mit den Landgemeinden Keldunes (Kelduneshreppur), Öxarfjörður (Öxarfjarðarhreppur) und Raufarhöfn (Raufarhafnarhreppur) geschaffen. Die alternativen Namensvorschläge Norðausturbyggð und Gljúfrabyggð konnten sich beim Wahlvolk nicht durchsetzen.

## Orte der Gemeinde
Der größte Ort der Gemeinde ist Húsavík an der Skjálfandibucht mit 2508 Einwohnern (Stand: 1. Januar 2023).
Der kleine Ort Raufarhöfn (dt. Spalthafen) liegt am Ostrand der Halbinsel Melrakkaslétta.
Kópasker (dt. Schäre des Seehundjungen) am Öxarfjörður ist ein Ort mit 128 Einwohnern (1. Januar 2023).

## Jökulsárgljúfur-Nationalpark

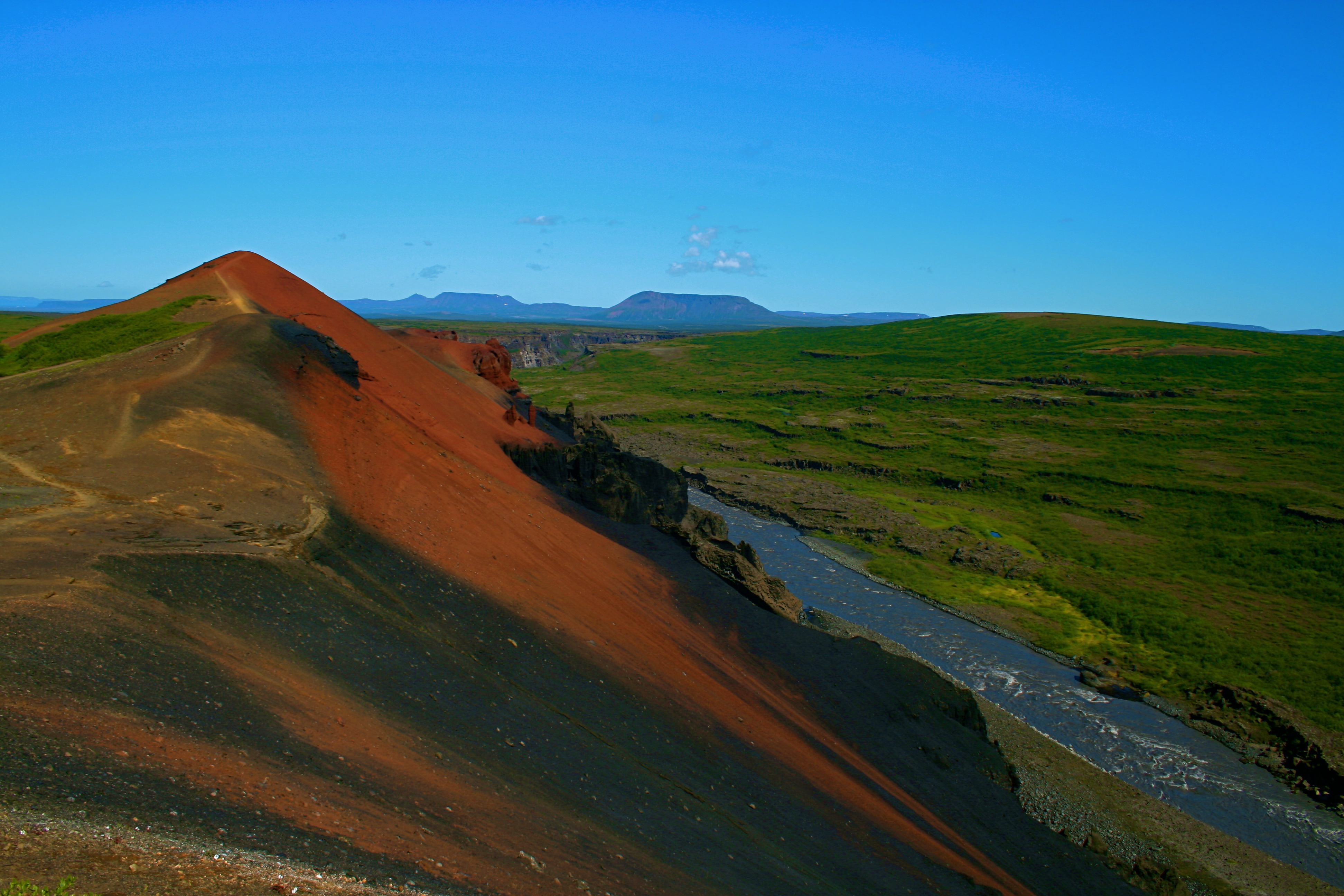
Rauðhólar im Jökulsárgljúfur-Nationalpark

Auch der am Unterlauf des Gletscherflusses Jökulsá á Fjöllum gelegene Jökulsárgljúfur-Nationalpark liegt in der Gemeinde Norðurþing. Dort befindet sich die Kraterreihe Rauðhólar.

## Ehemalige Gemeinden
Die ehemalige Stadtgemeinde Húsavík (isl. Húsavíkurbær) an der Skjálfandibucht zählte 2.373 Einwohner (2005). Im Jahr 2002 war die Landgemeinde Reykjahreppur eingemeindet worden.
Die ehemalige Landgemeinde Keldunes (isl. Kelduneshreppur) an der Süd- und Westküste des Fjordes Öxarfjörður zählte 100 Einwohner (2005). Hauptwirtschaftsfaktor ist die Landwirtschaft.
Die ehemalige Landgemeinde Öxarfjörður (isl. Öxarfjarðarhreppur) am Ostrand des gleichnamigen Fjordes zählte 330 Einwohner (2005) und umfasste u. a. den Großteil der Halbinsel Melrakkaslétta. Der Hauptort war Kópasker.
Die ehemalige Landgemeinde Raufarhöfn (isl. Raufarhafnarhreppur) am Ostrand der Halbinsel Melrakkaslétta zählte 228 Einwohner (2005).
|                                    | Húsavík                   | Keldunes | Öxarfjörður | Raufarhöfn |
| ---------------------------------- | ------------------------- | -------- | ----------- | ---------- |
| Gemeindenummer:                    | 6100                      | 6701     | 6702        | 6705       |
| Fläche in km²:                     | 269                       | 736      | 2.687       | 37         |
| Einwohnerzahl am 1. Dez. 1997:     | 2.599 (Gebietsstand 2002) | 100      | 395         | 381        |
| Einwohnerzahl am 1. Dez. 2003:     | 2.453                     | 103      | 344         | 254        |
| Einwohnerzahl am 1. Dez. 2004:     | 2.426                     | 103      | 331         | 238        |
| Einwohnerzahl am 1. Dez. 2005:     | 2.373                     | 100      | 330         | 228        |
| Bevölkerungsveränderung 1997–2005: | −9 %                      | 0 %      | −16 %       | −40 %      |
| Postleitzahl:                      | 640, 641                  | 671      | 670, 671    | 675        |

## Einwohnerentwicklung
Wie inzwischen die meisten Gebiete Islands außer dem Südwesten rund um die Hauptstadt Reykjavík ist  das Gebiet der heutigen Gemeinde Norðurþing von Bevölkerungsverlust betroffen. Von 1997 bis 2006 betrug der Bevölkerungsrückgang 13,0 %.
| Jahr * | Einwohner                 |
| ------ | ------------------------- |
| 1997   | 3.475 (Gebietsstand 2006) |
| 2003   | 3.154 (Gebietsstand 2006) |
| 2004   | 3.098 (Gebietsstand 2006) |
| 2005   | 3.031 (Gebietsstand 2006) |
| 2006   | 3.023                     |

* jeweils zum 1. Dezember 

## Söhne und Töchter der Gemeinde
- Skúli Magnússon (1711–1794), erster isländischer Landvogt Islands
- Jón Trausti (1873–1918), Schriftsteller
- Birgitta Haukdal (* 1979), Popsängerin